# Kauai klarinétmadár
A kauai klarinétmadár (Myadestes myadestinus)  a madarak (Aves) osztályának verébalakúak (Passerifromes) rendjébe, és a rigófélék (Turdidae) családjába tartozó kihalt madárfaj.

## Elterjedése
A Hawaii-szigetek közé tartozó Kauai sziget területén élt.

## Megjelenése
Testhossza 20 centiméter. Teste vöröses-barna fent, míg lent halványszürke. A mell és a lágyék kissé sötétebb foltos.

## Kihalása
Utoljára bizonyítottan 1989-ben látták.